# Bunnyman
 (juin 2019).
Pour plus de détails, voir Fiche technique et Distribution.
Bunnyman ou Bunnyman Massacre au Royaume-Uni est un film d'horreur américain réalisé et écrit par Carl Lindbergh et sorti en 2011.
Le film a engendré deux suites directes : Bunnyman 2 sorti en 2014 et Bunnyman : Vengeance sorti en 2017.

## Synopsis
Un groupe d'amis se retrouvent prit au centre du jeu du chat et de la souris avec un camion benne de cinq tonnes. Ils tombent par hasard sur une famille de cannibales en allant chercher de l'aide. Cette famille prend un malin plaisir à démembrer et manger autant d'enfants que possible et alors que l'un d'eux est déguisé en mascotte de lapin.

## Fiche technique
- Titre original : Bunnyman
- Réalisation : Carl Lindbergh
- Scénario : Carl Lindbergh
- Photographie : John Grove II
- Montage : Carl Lindbergh
- Musique : Peter Scartabello
- Production : Carl Lindbergh
  - Production exécutive : Jennifer Hatley
- Sociétés de production : ANOC Productions
- Sociétés de distribution : Osiris Entertainment
- Pays d'origine :  États-Unis
- Langue originale : anglais
- Genre : horreur
- Durée : 90 minutes
- Dates de sortie :
  -  États-Unis : 21 juin 2011
- interdit aux moins de 12 ans

## Distribution
- Cheryl Texiera : Rachel
- Matthew Albrecht : John
- Alaina Agianci : Tiffany
- Veronica Wylie : Jenn
- Scott Kuza : Jack / Pops
- Karen Brown Cronin : Victime de Bunnyman
- Andrew Chavez : Victime dans la maison
- Joseph Darden : Jacob
- Joshua Lang : Joseph / Bunnyman
- Carl Lindbergh : Bunnyman
- David Scott : Joe
- Rebecca Scott : Victime de Bunnyman
- Matthew Stiller : Michael / Bunnyman
- Shelby Stingley : Victime de Bunnyman
- Lucia Sullivan : Melissa